# António Jacinto Ferreira
António Jacinto Ferreira (1906, Lisboa, Portugal - 10 de outubro de 1995, Lisboa, Portugal) foi um publicista e militante monárquico, foi fundador do jornal O Debate semanário monárquico de grande expansão de que foi director entre 1951 e 1974 tendo ocupado sucessivos cargos de relevo na Causa Monárquica. Foi Professor Catedrático da Escola Superior de Medicina Veterinária. Com vasta obra publicada de teor político e científico, pertenceu à Junta Nacional de Educação no Estado Novo e foi procurador da Câmara Corporativa na III legislatura, de 1942 a 1949 e deputado da Assembleia Nacional pelo círculo de Lisboa
na IV legislatura de 1949 a 1953.
Fazendo parte do Círculo de Estudos Portugueses, foi daqueles que sempre se mantiveram fiéis ao ideário do Integralismo lusitano.
Foi um dos fundadores e dirigentes do Sindicato Nacional dos Médicos Veterinários (SNMV), tendo cinquenta anos mais tarde, em 21 de Abril de 1994, sido o seu primeiro Sócio Honorário, assim como tinha sido o director do seu boletim.

## Algumas das obras publicadas
- Soros e vacinas. Lisboa: Ed. Gama, 1944.[6]
- Quatro anos na Assembleia Nacional. Lisboa: Comissões de Freguesia de Lisboa da Causa Monárquica, 1953.
- Em prol do ultramar português. Lourenço Marques: Tip. Diário de Notícias, 1956.[7]
- Prédicas de um monárquico. Lisboa: (s.n.), 1957.
- Unidade nacional. Lisboa: (s.n.), 1959.
- Para um verdadeiro governo do povo. Lisboa: (s.n.), 1963.[8]
- No debate das ideias. Lisboa: (ed. aut.), 1973.[9]
- Doenças infecto-contagiosas dos animais domésticos. Lisboa: Fundação Calouste Gulbenkian, 1979.[10]
- Estudos de microbiologia geral e de imunologia. Lisboa: Fundação Calouste Gulbenkian, 1984.
- Os animais no adagiário português. Lisboa: Direcção-Geral da Comunicação Social, 1985[11]
- Poder local e corpos intermédios. Lisboa: (ed. Aut.), 1987.[12]
- Integralismo lusitano: uma doutrina política de ideias novas. Lisboa: Cultura Monárquica, 1991.[13]
- Ao serviço da pátria e do rei: memórias políticas (1926-1974). Lisboa: (ed. aut.), 1992.[14]